# Dávid Hodek
Dávid Hodek (* 19. September 1997 in Komárno) ist ein slowakischer Jazzmusiker (Schlagzeug, Perkussion).

## Leben und Wirken
Hodek begann als dreijähriges Kind, von einer Video-Kassette von Earth, Wind and Fire  völlig fasziniert, Sonny Emory nachzuspielen; bald erhielt er Unterricht durch Vilmos Jávari vom Musikkonservatorium in Budapest. Mit vier Jahren holten ihn Freunde seines Großvaters als Schlagzeuger in ihre Bluesband, die auf Festivals in der Slowakei und Ungarn konzertierte. 2006 gründete er die Gruppe V4JAZZ (eine Allstar-Band aus den jüngsten Talenten der Visegrád-Länder Slowakei, Polen, Ungarn und Tschechien), mit der er auch im Folgejahr auftrat. 2008 gründete er die Hodek Dávid Band (HDB) mit professionellen Musikern, mit denen er 2010 sein Debütalbum The First vorlegte.
Im Alter von zwölf Jahren erklärte das Österreichische Musikbüro Hodek zum „Talent des Jahres“ (Hans-Koller-Preis) 2009. 2015 hatte er Gastauftritte in der Bigband von Gustav Brom. Er ist auf Alben mit Rado Tariška, Eugen Vizváry, Brigita Szelidová, Pavol Bereza und Eugen Botoš zu hören. 2017 tourte er im Trio von Soweto Kinch europaweit; ein Festivalauftritt vom Jazzfestival Leibnitz wurde international im Radio ausgestrahlt.